# HD 158067
HD 158067，又名BD+27 2809，SAO 85080、HR 6499，是一颗恒星，视星等为6.41，位于銀經49.95，銀緯29.69，其B1900.0坐标为赤經17h 22m 0.4s，赤緯+26° 29.69′ 55″。